# Katherine Hauptman
Katherine Hauptman (née en 1970) est une archéologue suédoise et elle mène des recherches muséographiques. En avril 2018, elle est nommée directrice du Musée suédois d'histoire à Stockholm, l'un des plus grands musées de Suède.

## Biographie
Katherine Hauptman possède un doctorat en archéologie et a d'abord travaillé comme chercheuse au Musée d'Histoire,. Elle est cheffe de projet pour la recherche et la communication au Musée d'Histoire suédois et responsable du projet JÄMUS, financé par le gouvernement suédois qui veille à une représentation égale homme-femme dans le secteur des musées. Lors du séminaire JÄMUS (2012) Nous voulons des musées égaux ! Eva Persson, rédactrice en chef de l'UEForum résume ainsi l'objectif du projet : « développer la base et développer des méthodes permettant de travailler de nouvelles pratiques sur la manière dont les aspects de l'égalité des sexes peuvent avoir un plus grand impact dans les activités des musées ».
Katherine Hauptman dirige l'exposition Viking du Musée d'histoire « We Call Them Vikings » qui fait le tour de l'Europe et de l'Amérique du Nord depuis 2012,. En 2015, avec son collègue Kerstin Näversköld, elle publie Genusförbart : inspiration, erfarenheter och metoder för mångfald i museiarbete sur la nécessité d'accorder plus d'attention à l'égalité des sexes dans le travail muséal.
En avril 2018, elle est nommée directrice du Musée suédois d'histoire. Hauptman dirige également la branche suédoise de l'ICOM, le Conseil international des musées,, dont le siège est situé à l'UNESCO, Paris. Katherine Hauptman est citée dans le projet de l'UNESCO wiki4women du 8 mars 2018.